# 西區 (香港)
西區（英語：Western District）是香港昔日的一個行政區劃，範圍包括現時香港島的中西區中的西部及南區中的西部。

## 歷史
1969年，香港政府推行《民政主任計劃》，香港被劃分為多區，其中香港島被分為西區、中區、灣仔區及東區合共4區。西區與中區之間以急庇利街為界，範圍包括般咸道及堅道以北的西營盤、石塘咀及堅尼地城，還有摩星嶺、薄扶林、香港仔、黃竹坑、深水灣、淺水灣，至南灣為止。
1975年9月29日，香港島被重新分區，原來的西區範圍中，摩星嶺以南的地區給予南區，剩下來的西區則與中區合併為中西區。
現時，香港警務處沿用「西區」名稱規劃為一個警區，南區西部屬於西區警區負責，轄屬西區警署。